# فينسينت موراتوري
فينسينت موراتوري (بالفرنسية: Vincent Muratori)‏ (مواليد 3 أغسطس 1987 في أورانج - فرنسا) لاعب كرة قدم فرنسي يلعب حاليا لصالح نادي الدرجة الأولى موناكو الفرنسي منذ 2007 في مركز قلب الدفاع .

## روابط خارجية
- فينسينت موراتوري على موقع قاعدة بيانات كرة القدم.إي يو (الإنجليزية)
- فينسينت موراتوري على موقع ليكيب (الفرنسية)
- فينسينت موراتوري على موقع Soccerway.com (الإنجليزية)
- فينسينت موراتوري على موقع كووورة
- فينسينت موراتوري على موقع AS.com (الإسبانية)